# I love Goejaba
I love Goejaba is een lettermonument langs de Boven-Surinamerivier in het dorp Goejaba.
Het is een beeldmerk van I ❤️ Goejaba  in de felle nationale kleuren geel, groen en rood. Tijdens de onthulling op 12 augustus 2023 werd er onder aanwezigheid van vicepresident Ronnie Brunswijk gezongen, gedanst en vuurwerk ontstoken.
Goejaba is een Saramaccaans dorp met zes tot negenduizend inwoners die zelf het initiatief namen om hier dit monument te plaatsen. Het is bedoeld om meer bezoekers te trekken en daarmee de levendigheid te vergroten. De bovenloop van de Surinamerivier is een trekpleister voor toeristen naar het binnenland.